# Rohrbach (Ilm)
Rohrbach ist eine Gemeinde im oberbayerischen Landkreis Pfaffenhofen an der Ilm.

## Geographie
Der namengebende Hauptort Rohrbach liegt in der Aue und auf dem Hang des Tales der Ilm. Das Gebiet der Gemeinde erstreckt sich nach Westen weit aufs Hügelland neben dem Flusstal. Sie gehört zur Planungsregion Ingolstadt und liegt im Hopfenland Hallertau im Dreieck München, Ingolstadt und Augsburg.
Die Gemeinde hat zehn Gemeindeteile (in Klammern ist der Siedlungstyp angegeben):
- Buchersried (Weiler)
- Fahlenbach (Pfarrdorf)
- Fürholzen (Dorf)
- Gambach (Kirchdorf)
- Ossenzhausen (Kirchdorf)
- Ottersried (Dorf)
- Rinnberg (Dorf)
- Rohr (Pfarrdorf)
- Rohrbach (Pfarrdorf)
- Waal (Kirchdorf)

## Geschichte

### Bis zum 19. Jahrhundert

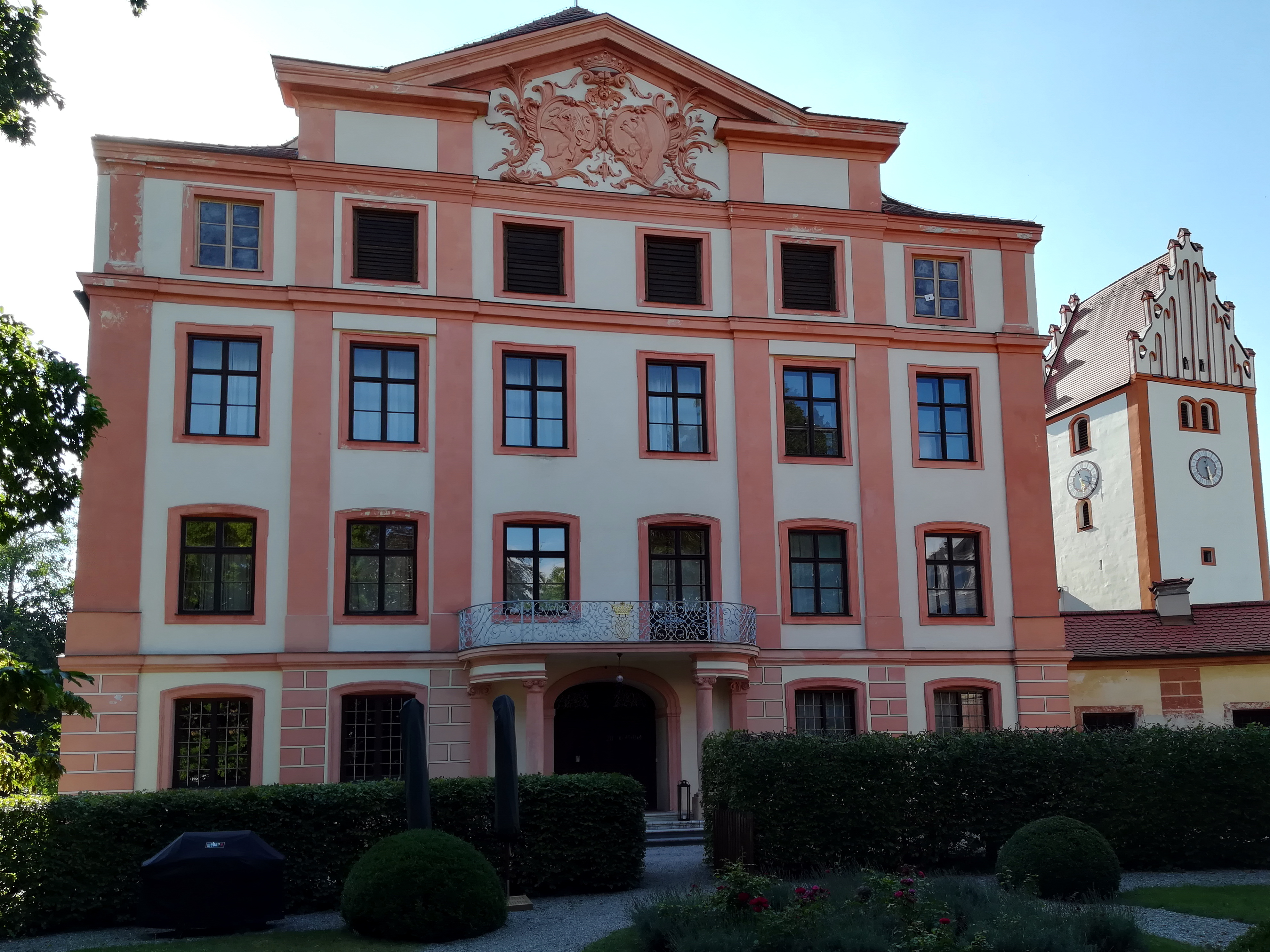
Schloss und alte Kirche

Rohrbach wurde erstmals im Jahr 869 urkundlich erwähnt. Damals übergab die Nonne „Peretkund“ dem Freisinger Bischof Anno ihren Besitz „ad rorpahe“. Im 11. Jahrhundert ist eine „Oza de Rohrbach“ belegt. Sie gehörte zum Geschlecht der Herren von Rohrbach, die auch als „Rorbekher“ bezeichnet wurden und später als Ministeriale der Wittelsbacher Herzöge Bedeutung erlangten. Neben Besitzungen in Altbaiern besaßen sie auch Güter in Schwaben.
Stammsitz der Herren von Rohrbach war eine wehrhafte Burganlage auf dem Rohrbacher Turmberg. Sie wurde 1445 durch Ludwig den Bärtigen, Herzog von Bayern-Ingolstadt in einer kriegerischen Auseinandersetzung mit den Herzögen von Bayern-München und Bayern-Landshut zerstört. Etwa seit dieser Zeit ist die Hofmark Rohrbach belegt. Erst im 16. Jahrhundert wurde die verfallene Burg aufgegeben und das jetzige Schloss in Ortsnähe aufgebaut.
Mit Johann, Heinrich und Moritz erlosch 1709 das Geschlecht der Herren von Rohrbach im Mannesstamm. 1711 wurde die Hofmark von Max Emanuel von Bertrand, Graf von Perusa erworben. Ihm folgte 1731 Maximilian Klemens Freiherr von Dürsch auf Rohrbach, Rohr, Gambach und Langweid, der 1734 bis 1737 das Schloss umbauen ließ. Dessen Sohn, Rittmeister Kajetan Freiherr von Dürsch, verkaufte die durch Kriege und Missernten abgewirtschaftete Hofmark Rohrbach am 1. Januar 1816 dem königlichen Finanzdirektor des Innkreises, Alois Koch. Dieser wurde 1817 durch den bayerischen König Maximilian I. Josef als „Alois Edler von Koch auf Rohrbach und Sünzhausen“ geadelt. Er erwarb sich große Verdienste um die Verbesserung der wirtschaftlichen Lage der Hofmark und der Untertanen. Ihm folgte 1842 sein Sohn Joseph von Koch.
Mit der Verwaltungsneugliederung Bayerns gehörte die Hofmark Rohrbach ab 1803 zum Landgericht Pfaffenhofen im Isarkreis, der 1838 in Oberbayern umbenannt wurde. Durch das Gemeindeedikt vom 17. Mai 1818 entstand die politische Gemeinde Rohrbach. Erst mit der Revolution 1848 in Bayern wurden die Vorrechte der Hofmarksbesitzer beseitigt. Die Bauern erhielten nun die Möglichkeit, ihre bisher im Pachtverhältnis bewirtschafteten Höfe abzulösen und in Besitz zu nehmen.

### 20. Jahrhundert
In den Jahren von 1904 bis 1906 werden der Raiffeisenverein gegründet, ein Elektrizitätswerk errichtet und die zentrale Wasserversorgung gebaut. Umfangreiche Flussregulierungen und der Autobahnbau in den 1930er Jahren bringen nach dem Bau der Eisenbahnlinien im 19. Jahrhundert weitere bedeutende Veränderungen des Ortsbildes mit sich. Zu diesem Zwecke wird ein Barackenlager des Reichsarbeitsdienstes am Südhang des Turmbergs errichtet.

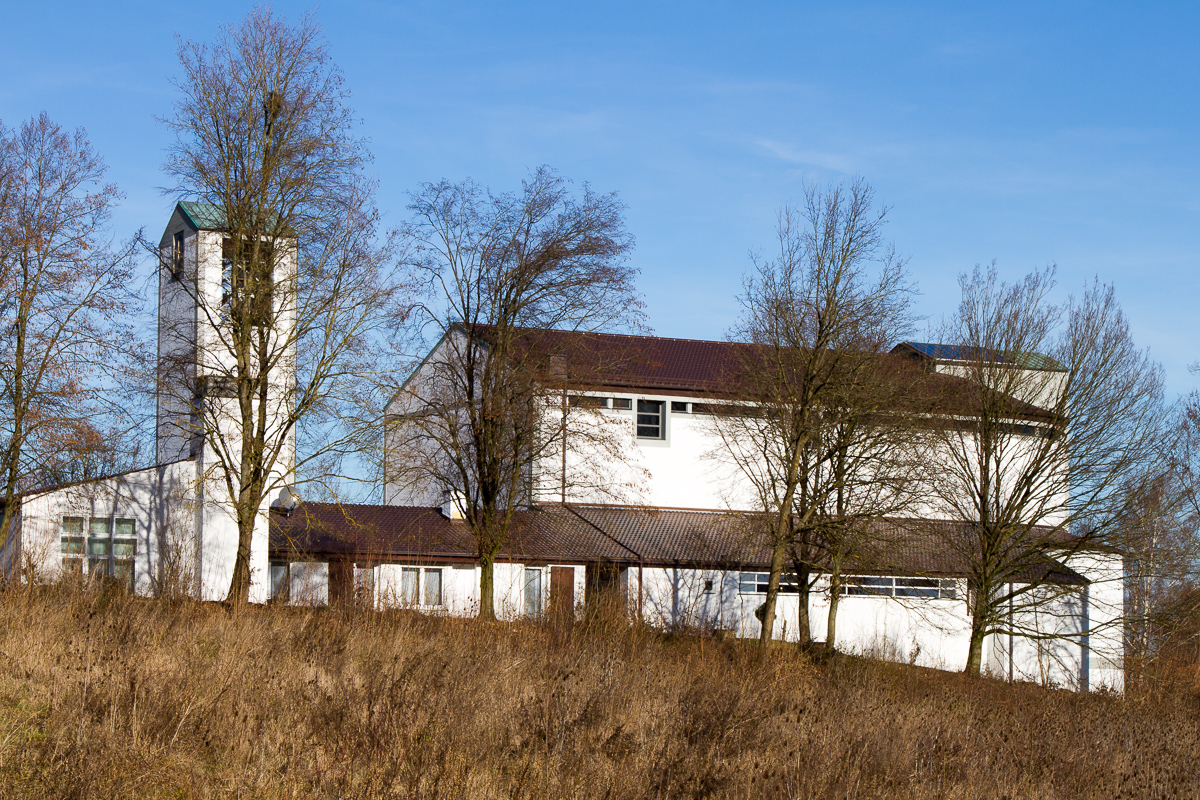
Pfarrkirche Verklärung Christi

Nach dem Krieg finden viele Vertriebene aus dem Sudetenland und Ungarn in diesem Lager und bei den Bauern ihre erste, notdürftige Aufnahme und lösen eine erste große Siedlungswelle aus. Wegen der Bevölkerungszunahme wird Rohrbach, das bis dahin zur Pfarrei Waal gehörte, 1953 eine eigene Pfarrei. Die alte Johanniskirche – schon zu Beginn des 18. Jahrhunderts zu klein für den Ort – macht nun einen mehrmals gescheiterten Kirchenneubau unumgänglich. Die neue Pfarrkirche Verklärung Christi, ein Kirchenbau von Alexander von Branca im Stile einer römischen Basilika, wird 1961 eingeweiht. Auch der Schulneubau fällt in diese Zeit.
Der wirtschaftliche Erfolg der Verdichtungsräume München und Ingolstadt macht das verkehrsgünstig gelegene Rohrbach als Pendlerort attraktiv und lässt die Einwohnerzahl ab den 1980er Jahren stark ansteigen. Seit dieser Zeit etabliert sich die Gemeinde auch als Gewerbestandort.

### Eingemeindungen
Im Zuge der Gebietsreform in Bayern wurde am 1. Januar 1971 die Gemeinde Waal (mit Gemeindeteil Ossenzhausen) eingegliedert; am 1. Juli 1971 kamen Gebietsteile der aufgelösten Gemeinde Burgstall hinzu. Rohr (mit Gemeindeteil Rinnberg) folgte am 1. Januar 1972 und am 1. Januar 1978 kamen Fahlenbach (mit Gemeindeteilen Buchersried und Fürholzen) sowie Gambach zur Gemeinde Rohrbach.

### Einwohnerentwicklung
Zwischen 1988 und 2018 wuchs die Gemeinde von 3581 auf 6015 um 2434 Einwohner bzw. um 68 % – der höchste prozentuale Zuwachs im Landkreis im genannten Zeitraum.
| Bevölkerungsentwicklung | Bevölkerungsentwicklung | Bevölkerungsentwicklung | Bevölkerungsentwicklung | Bevölkerungsentwicklung | Bevölkerungsentwicklung | Bevölkerungsentwicklung | Bevölkerungsentwicklung | Bevölkerungsentwicklung | Bevölkerungsentwicklung | Bevölkerungsentwicklung | Bevölkerungsentwicklung | Bevölkerungsentwicklung | Bevölkerungsentwicklung | Bevölkerungsentwicklung |
| ----------------------- | ----------------------- | ----------------------- | ----------------------- | ----------------------- | ----------------------- | ----------------------- | ----------------------- | ----------------------- | ----------------------- | ----------------------- | ----------------------- | ----------------------- | ----------------------- | ----------------------- |
| Jahr                    | 1961                    | 1970                    | 1987                    | 1991                    | 1995                    | 2000                    | 2005                    | 2010                    | 2015                    | 2016                    | 2018                    | 2019                    | 2020                    | 2022                    |
| Einwohner               | 2523                    | 2983                    | 3461                    | 3824                    | 4479                    | 5089                    | 5511                    | 5771                    | 5936                    | 6003                    | 6015                    | 6104                    | 6108                    | 6207                    |

## Politik

### Bürgermeister
Erster Bürgermeister ist seit Mai 2020 Christian Keck (SPD). Er wurde Nachfolger seines Vaters Peter Keck (SPD), der das Amt seit 2014 innehatte.

### Gemeinderat

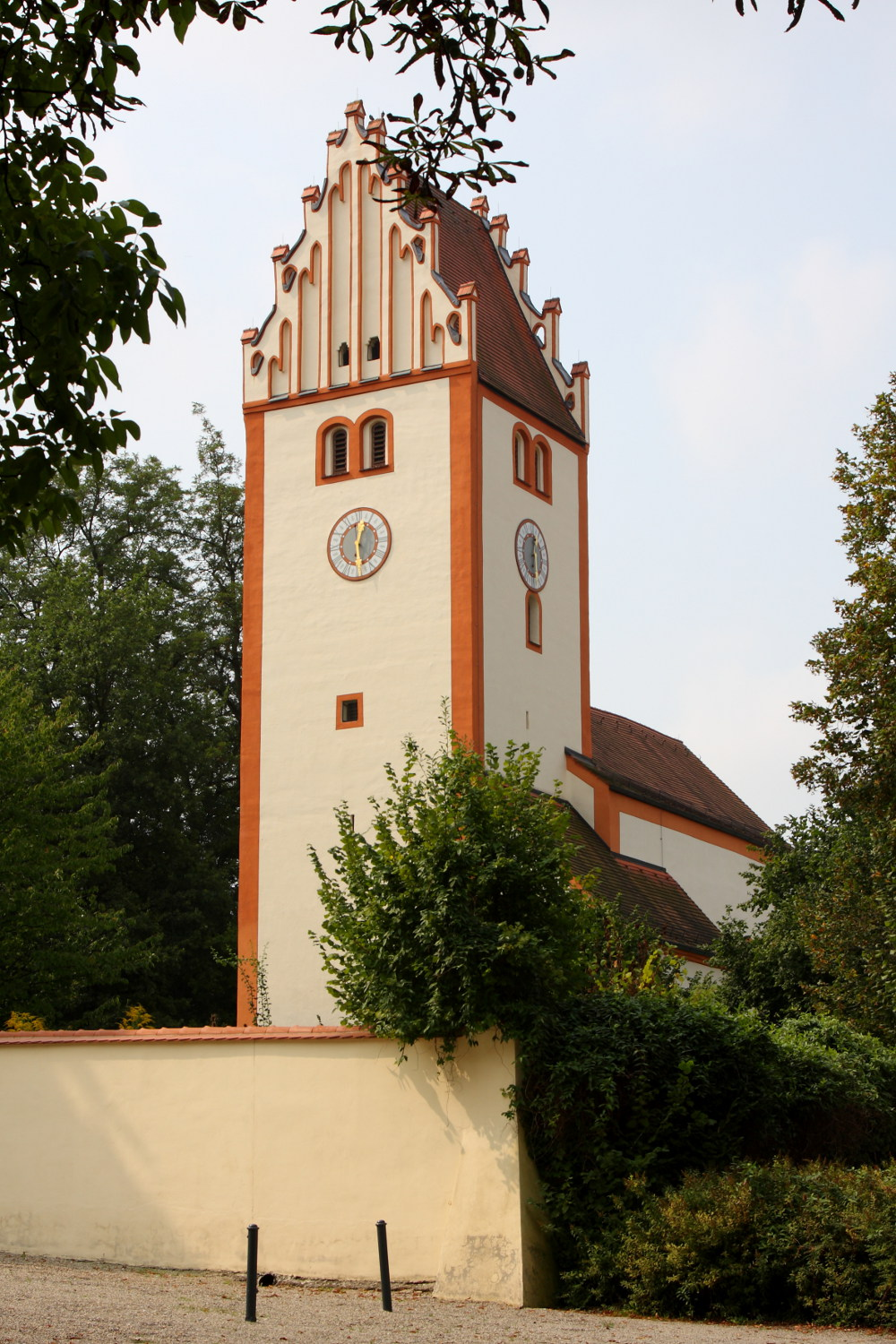
St. Johannes der Täufer

|      | CSU | SPD | FW | BGR | FDP | Gesamt |
| 2002 | 8   | 5   | 4  | 3   | –   | 20     |
| 2008 | 6   | 6   | 4  | 3   | 1   | 20     |
| 2014 | 6   | 5   | 5  | 3   | 1   | 20     |
| 2020 | 8   | 6   | 5  | –   | 1   | 20     |

(Stand: 16. März 2020)

### Gemeindepartnerschaften
Partnergemeinde ist Rohrbach bei Mattersburg in Österreich.

### Wappen
| Wappen der Gemeinde Rohrbach | Blasonierung: „In Schwarz drei von links einspringende Spitzen; hinten eine durchgehende grüne Hopfenrebe.“ |
| Wappen der Gemeinde Rohrbach | Das Wappen wird seit 1976 geführt.                                                                          |

## Kultur und Sehenswürdigkeiten

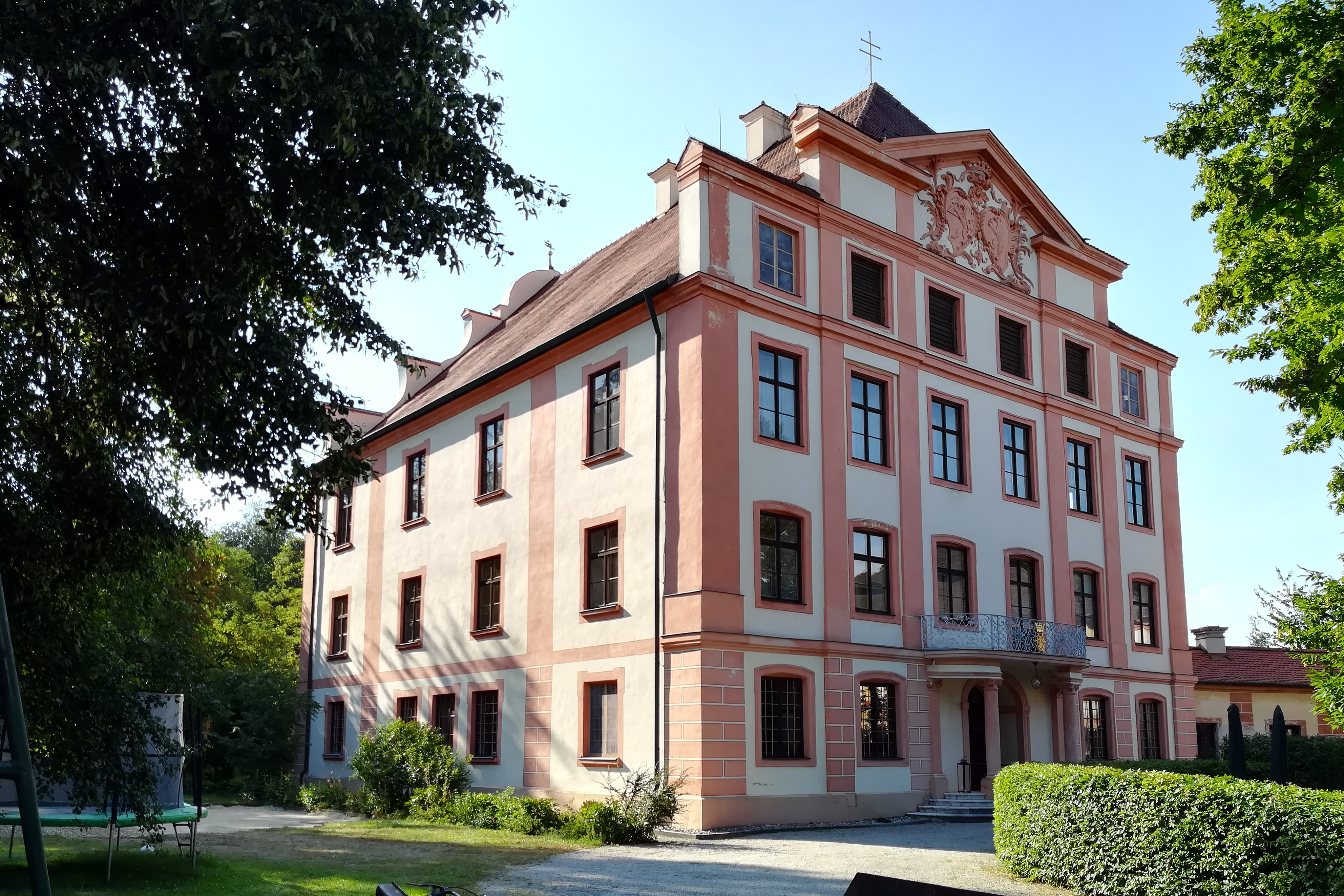
Schloss Rohrbach, Ostfassade

- Im Rohrbacher Kultursommer gibt an drei Abenden je ein Künstler ein Konzert.[11]
- Das Rohrbacher Schloss bildet mit der historischen Wehrkirche und der alten Tafernwirtschaft ein sehenswertes Ensemble.
- Auf einer Anhöhe über dem Ort dominiert die moderne Basilika Verklärung Christi (1961) des Münchner Architekten Alexander von Branca.
- Ehemalige Pfarrkirche St. Johannes der Täufer am Schloss.

## Wirtschaft und Infrastruktur

### Wirtschaft einschließlich Land- und Forstwirtschaft
Im Jahre 2018 bestanden nach der amtlichen Statistik im Bereich der Land- und Forstwirtschaft neun, im produzierenden Gewerbe 405 und im Bereich Handel und Verkehr 213 sozialversicherungspflichtig Beschäftigte am Arbeitsort. In sonstigen Wirtschaftsbereichen waren am Arbeitsort 306 Personen sozialversicherungspflichtig beschäftigt. Sozialversicherungspflichtig Beschäftigte am Wohnort gab es insgesamt 2657. Im verarbeitenden Gewerbe gab es vier, im Bauhauptgewerbe acht Betriebe. Zudem bestanden im Jahr 2016 50 landwirtschaftliche Betriebe mit einer landwirtschaftlich genutzten Fläche von 1731 ha, davon waren 1545 ha Ackerfläche und 179 ha Dauergrünfläche. 2018 nahm die Landwirtschaft 60,7 % (1798 ha) der Gemeindefläche ein, 20,8 % (617 ha) waren bewaldet. Die Wohnbaufläche lag bei 114 ha (3,8 %), die Industrie- und Gewerbefläche bei 26 ha (0,9 %). Für das Jahr 2018 nennt der Internetauftritt der Gemeinde 608 ansässige Gewerbebetriebe.
Von wirtschaftlicher Bedeutung ist das Gewerbegebiet zwischen Bahnhof und Staatsstraße, wo sich seit Mitte der 1980er Jahre Betriebe aus den Bereichen Produktion, Logistik und Handwerk angesiedelt haben. Zudem wurden Betriebe aus den Bereichen Werbung, Dienstleistung und Informationstechnik gegründet. Außerdem befindet sich in Rohrbach die deutsche Niederlassung des PC-Monitorherstellers Iiyama sowie Contentserv, der führende Softwarehersteller für Product Information Management Lösungen. Letzterer beschäftigt als einer der größten Arbeitgeber der Gemeinde 400 Mitarbeiter an 22 Standorten weltweit. 2018 wurde das Unternehmen vom unabhängigen Marktforschungsunternehmen Forrester als führender Hersteller für PIM-Systeme ausgezeichnet.
Eine Erweiterung als Industriegebiet „Rohrbach-Ost“ östlich der Staatsstraße wurde 2020 erschlossen. Seit 2014 entsteht zudem in Rohrbach Oberbayerns erstes interkommunales Gewerbegebiet mit insgesamt 28 Hektar. Der Standort erstreckt sich entlang der Staatsstraße vom Ortsrand in Bahnhofsnähe bis nahe der Autobahn. Die Bereiche in Bruckbach bei der A9 gehören seit der Gemeindegebietsreform zur Wolnzacher Flur. Nach Umsetzung der Maßnahmen wird Rohrbach zusammen mit Bruckbach zu den großen Gewerbestandorten der Region zählen.

### Verkehr
Die Gemeinde ist geographisch und verkehrsmäßig Mittelpunkt des Landkreises Pfaffenhofen.
- Mit dem Autobahndreieck Holledau liegt Rohrbach im Schnittpunkt der Autobahnen A 9 München–Nürnberg und A 93 München–Regensburg.
- Die Anbindung des Gemeindegebiets an das Bundesverkehrswegenetz erfolgt über die Staatsstraßen 2049 (Pöttmes-Landshut), 2232 (Pfaffenhofen–Riedenburg) und 2549 (Rohrbach–Wolnzach).
- Der internationale Flughafen München ist von Rohrbach aus sowohl über die Autobahn als auch über die kürzere Landstraße via Freising in etwa 40 Minuten erreichbar.
- Bahnanbindung besteht durch die Bahnstrecke München–Treuchtlingen: Am Bahnhof Rohrbach (Ilm) halten im Halbstundentakt Regionalzüge nach München, Ingolstadt, Treuchtlingen und Nürnberg (Linie RB 16), darunter seit 2006 auch der München-Nürnberg-Express (RE 1).

Der 1867 eröffneten Bahnstrecke München–Ingolstadt folgte 1894 die Hallertauer Lokalbahn vom Bahnhof Rohrbach (bis 2000 noch als Wolnzach Bahnhof bezeichnet) nach Wolnzach Markt, ein Jahr später war die Verlängerung nach Mainburg fertiggestellt. Die nach Norden abzweigende Stichstrecke nach Geisenfeld wurde 1906 eröffnet. Die Personenbeförderung auf den Nebenstrecken endete schrittweise bis 1969 und wurde auf Bahnbusse umgestellt. Der Güterverkehr nach Geisenfeld und Mainburg wurde bis 1988 bzw. 1995 aufrechterhalten und die Strecken anschließend stillgelegt, nur zwischen Rohrbach und Wolnzach besteht noch regelmäßig Güterverkehr für den Automobillogistiker ARS Altmann. Seit 2006 finden auf diesem Abschnitt vereinzelt Sonderfahrten des „Wolnzach-Express“ statt.
Im ÖPNV ist Rohrbach Teil des Verkehrsverbunds Großraum Ingolstadt (VGI). Nachdem seit den 1990er Jahren nur wenige Verbindungen für den Schülerverkehr existierten, werden seit 2023 stündliche, am Wochenende und feiertags zweistündliche Busverbindungen mit der Linie 9314 nach Wolnzach und Pfaffenhofen mit mehreren Haltestellen im Gemeindehauptort sowie einer im Ortsteil Ossenzhausen angeboten. Weitere Linien verbinden seit 2024 den Bahnhof mit dem Ortsteil Fahlenbach und der Stadt Geisenfeld (Linien 580, 581, 9201), seit 2025 auch mit Reichertshofen, Baar-Ebenhausen und Pörnbach (Linie 545). Darüber hinaus bestehen an Schultagen einzelne direkte Verbindungen nach Ernsgaden, Vohburg und Münchsmünster mit der Linie 581, nach Mainburg ein werktägliches Rufbus-Angebot.

## Persönlichkeiten
- Johann Andreas Schmeller (1785–1852), Germanist und Sprachforscher; verbrachte die Kinder- und Jugendjahre in Rinnberg bei Rohrbach.
- Franz Edler von Koch auf Rohrbach (1875–1965), Gutsbesitzer und bayerischer Kommunalpolitiker der CSU sowie Landrat von Pfaffenhofen.
- Anton Bergmeier (1913–1987), aus Rinnberg stammender SS-Oberscharführer und Arrestaufseher im KZ Buchenwald.
- Josef Thalmaier (1934–2022), bayerischer Volksschauspieler
- Christian Willisohn (* 1962), Blues-Pianist und Sänger
- Dieter Seidenkranz (1966–2006), Kraftsportler und Schauspieler
- Roman Inderst (* 1970), Ökonom
- Andrea Otto (* 2. Juni 1975; † 1. Juli 2022), Hörfunk- und Fernsehmoderatorin, wuchs in Rohrbach auf.

### Ehrenbürger
- Bruno Feß (* 29. August 1923; † 15. Juli 2020), 1956 bis 1991 Rohrbacher Pfarrer, Ehrenbürger der Gemeinde
- Raymond Wilson (1928–2018), Physiker[16], Ehrenbürger von Rohrbach